# Tomasz Chróstny
Tomasz Chróstny (ur. 26 lutego 1985 w Warszawie) – polski urzędnik państwowy, od 2020 prezes Urzędu Ochrony Konkurencji i Konsumentów.

## Życiorys
Ukończył finanse i rachunkowość w Szkole Głównej Handlowej w Warszawie (SGH) oraz zarządzanie i inżynierię produkcji w Szkole Głównej Gospodarstwa Wiejskiego w Warszawie, a także studia doktoranckie w Kolegium Nauk o Przedsiębiorstwie SGH. W trakcie nauki odbył stypendium na kierunku inżynieria przemysłowa i mechaniczna w Vitus Bering University College. Jest również absolwentem programu kształcenia menedżerskiego ARGO Top Public Executive, zrealizowanego przez Krajową Szkołę Administracji Publicznej oraz IESE Business School.
Karierę zawodową rozpoczął uczestnicząc w projektach z zakresu badania sprawozdań finansowych instytucji finansowych, wyceny przedsiębiorstw oraz wykrywania przestępstw i nadużyć finansowych. Pracował w Kancelarii Prezesa Rady Ministrów, a następnie w Ministerstwie Przedsiębiorczości i Technologii, gdzie do 25 sierpnia 2019 pełnił funkcję dyrektora Departamentu Analiz Gospodarczych. Ponadto jest przedstawicielem ministra właściwego ds. gospodarki w Radzie Naukowej Polskiego Instytutu Ekonomicznego. 26 sierpnia 2019 Prezes Rady Ministrów Mateusz Morawiecki powołał Tomasza Chróstnego na stanowisko wiceprezesa UOKiK, a następnie 27 stycznia 2020 na prezesa tejże instytucji. Jako prezes UOKiK jest członkiem Komisji Nadzoru Finansowego z głosem doradczym.
Jest nauczycielem akademickim w Szkole Głównej Handlowej w Warszawie, doktorantem w Katedrze Rachunkowości Menedżerskiej SGH.

## Życie prywatne
Żonaty, ma czworo dzieci.